# مورتون کام آلکاملو
مورتون کام آلکاملو (به انگلیسی: Moreton cum Alcumlow) یک روستا و محله مدنی در بریتانیا است که در چشر شرقی واقع شده‌است. مورتون کام آلکاملو ۱۵۰ نفر جمعیت دارد.